# Destructo Doll
Destructo Doll - jest drugim albumem studyjnym kanadyjskiej aktorki, piosenkarki oraz piosenko-pisarki Cassie Steele, który ukazał się 21 lipca 2009 r.

## Lista utworów
1. "Groupie"
2. "Mr. Colson"
3. "Monster"
4. "You and I"
5. "Hollywood"
6. "Check It"
7. "Summer Nights"
8. "Rock Star Beau"
9. "Cliche"
10. "Go Dark"